# إبينغن
ابينغن (بالألمانية: Eppingen) هي مدينة، بلدة ألمانية وGrosse Kreisstadt تقع في ألمانيا في بادن-فورتمبيرغ. يقدر عدد سكانها بـ 21,408 نسمة .

## المدن التوأمة
مدن Wassy، Epping وسيكتوار هي مدن توأمة لـابينغن.